# MMDS

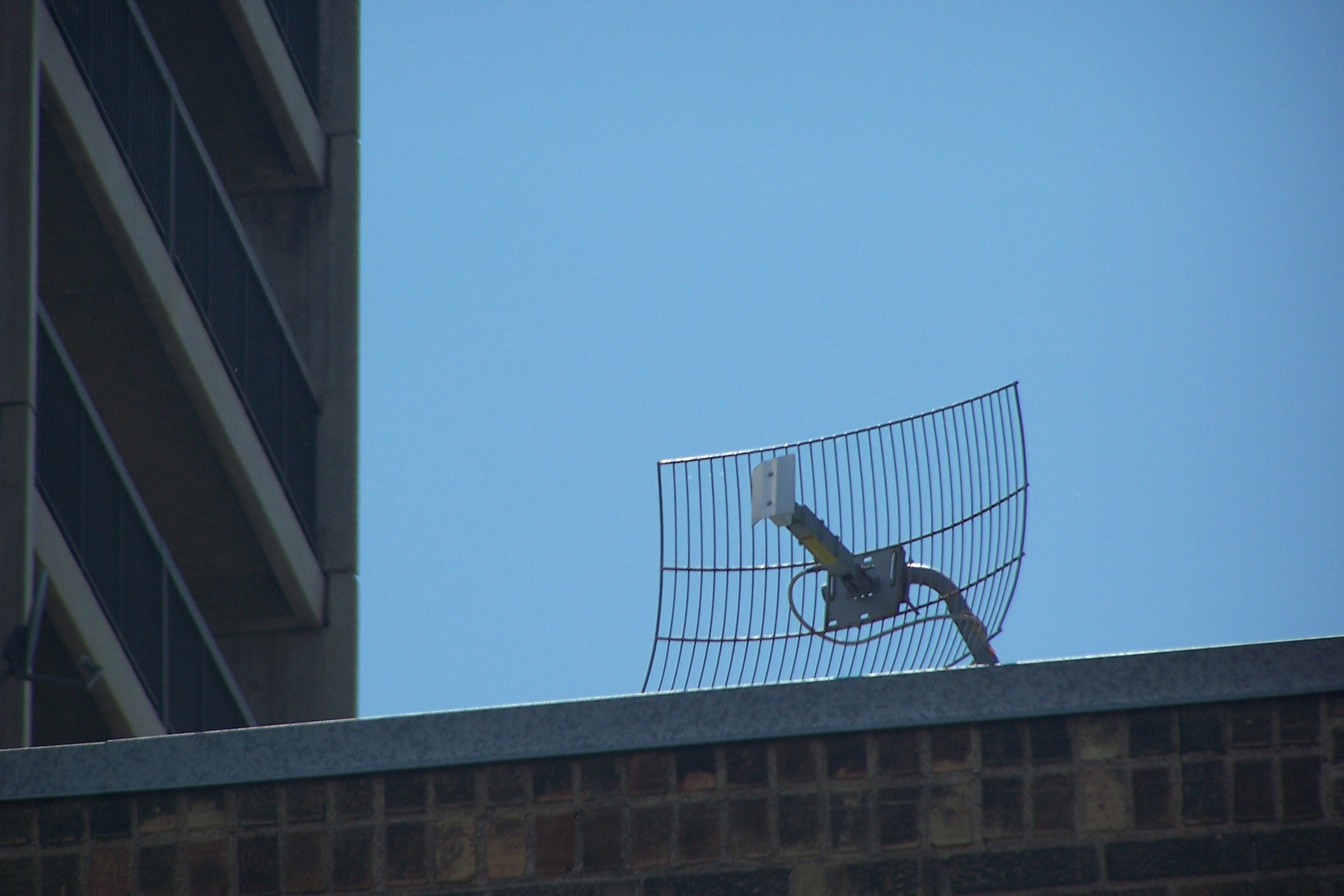
Antena MMDS.

El Servicio Multicanal de Distribución Multipunto o MMDS (del inglés Mutichannel Multipoint Distribution Service), antiguamente conocido como Broadband Radio Service (BRS), es un término que identifica a una tecnología inalámbrica de telecomunicaciones, usada para el establecimiento de una red de banda ancha de uso general o, más comúnmente, como método alternativo de recepción de programación de televisión por cable. 
Se utiliza generalmente en áreas rurales poco pobladas, en donde instalar redes de cable no es económicamente viable y además el sistema DTH no está disponible.
La banda de MMDS utiliza frecuencias microondas con rangos de 2 GHz a 2.5 GHz en Banda L. La recepción de las señales entregadas vía MMDS requiere una antena especial de microondas, y un decodificador que se conecta al receptor de televisión.
Las principales ventajas de MMDS son las siguientes:
- El ancho de banda es compartido, lo que permite dar servicio a más usuarios que si fuese ancho de banda dedicado.

- Soporta tanto video (TV) como datos.

- El ancho de banda se reduce con la distancia en menor medida que con las tecnologías xDSL.

- Al trabajar con frecuencias más bajas, las áreas de cobertura por estación son mucho mayores que con LMDS y es menos sensible a la lluvia, pero sufre una importante atenuación por los edificios, lo que requiere visibilidad directa en la mayoría de los casos.

- No obstante, al ser una determinante los edificios en su constitución como señal, esta es altamente viable para instalarse en edificios de apartamentos como una alternativa más económica a los servicios Satelitales DTH.

- Datos: Q602205